# José Antonio Aguirre

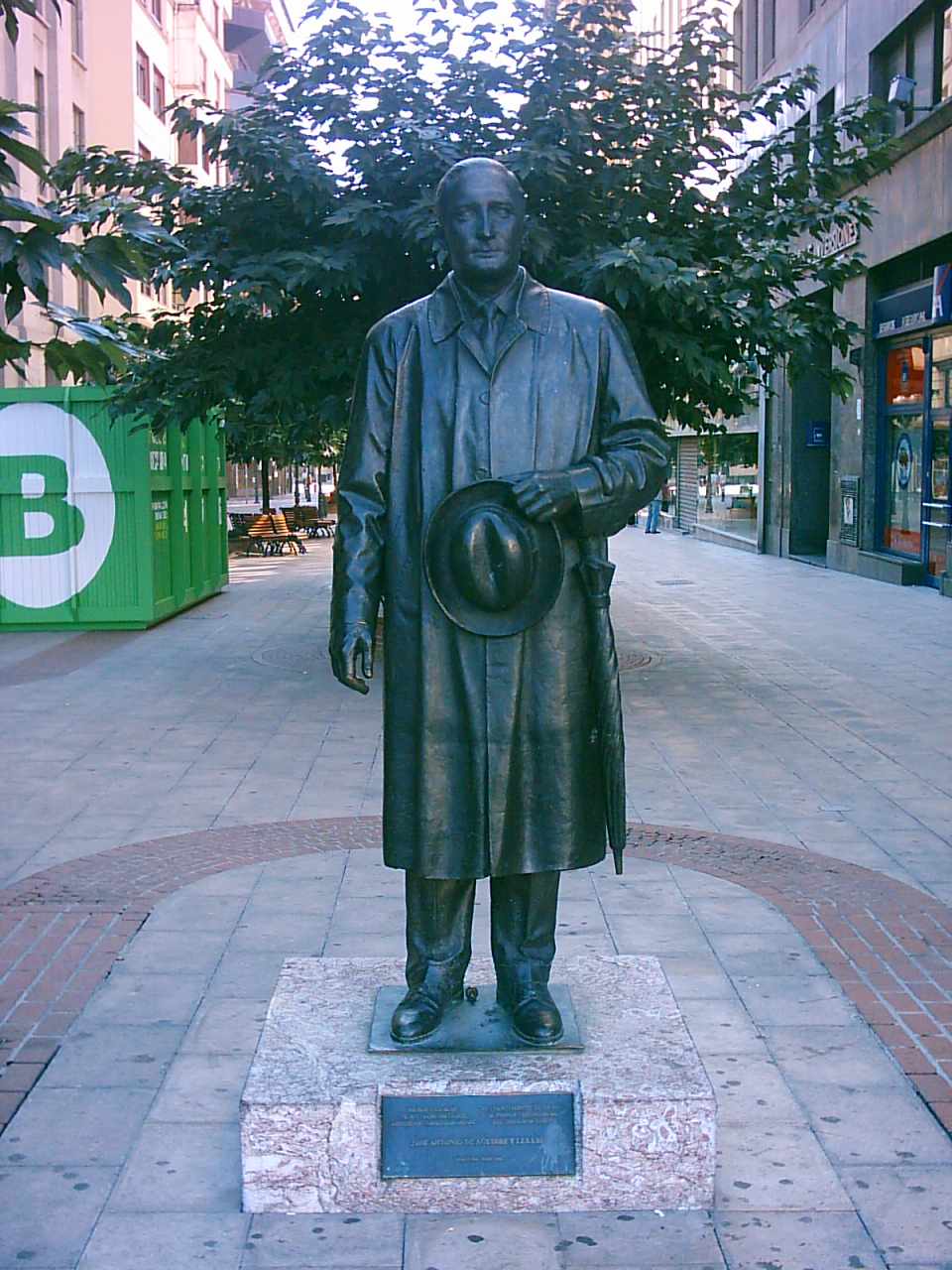
Staty av Aguirre i Bilbao.

José Antonio Aguirre y Lecube (även kallad Jose Antonio Agirre), född 6 mars 1904, död 22 mars 1960, var en spansk politiker, medlem i Baskiska nationalistpartiet och den första baskiska regeringschefen.
Aguirre företrädde den baskiska självständighetsrörelsen i det spanska parlamentet 1931-36. Efter Francisco Francos maktövertagande flydde han utomlands där han verkade som representant för den baskiska regeringen i exil.